# Nicholas Gioacchini
Nicholas Selson Gioacchini (Kansas City, 25 luglio 2000) è un calciatore statunitense con cittadinanza italiana, attaccante dell'Asteras Tripolīs.

## Carriera

### Club

#### Giovanili
Nato a Kansas City, Missouri, da padre italiano e madre giamaicana, all'età di 8 anni si trasferisce a Parma, in Italia, rimanendovi fino all'età di 12 anni. Torna quindi negli Stati Uniti, ove risiede a Bethesda, nello stato del Maryland. Qui muove i suoi primi passi nel mondo del calcio giocando prima per la squadra locale, il Bethesda Soccer Club, e poi nell'ESSA Soccer Academy di Silver Spring. Riesce a farsi notare e nel 2013 entra a far parte della formazione Under-14 del D.C. United. Nel 2015 la famiglia decide tuttavia di spostarsi nuovamente, questa volta in Francia, a Parigi. Giunto nella capitale francese firma con il Red Star ma, a causa di alcuni problemi burocratici, si trova costretto a lasciare il club. Riesce alla fine a entrare a far parte delle giovanili del Paris FC, club nel quale rimarrà per tre anni, fino al 2018. Nel 2017 entra a far parte della squadra riserve del club parigino, e il 16 dicembre esordisce nel CFA 2, nell'incontro casalingo perso contro il RC France (1-2). Il 18 maggio 2018 trova le sue prime reti in maglia biancoblù realizzando una doppietta ai danni del Les Ulis (5-1).

#### Caen e prestito al Montpellier
Nel luglio 2018 passa al Caen, firmando un contratto biennale. Anche in questo caso viene aggregato alla squadra riserve, con la quale disputa tutta la stagione 2018-2019: in diciotto incontri disputati mette a segno cinque reti. Iniziata la nuova stagione mette subito a segno due reti nei primi quattro incontri di campionato, e il nuovo tecnico Pascal Dupraz decide di promuoverlo in prima squadra. Il 4 ottobre 2019 siede per la prima volta in panchina in un match di Ligue 2, pareggiato per 1-1 contro lo Châteauroux. Esordisce in prima squadra il 25 ottobre, disputando tutti i 90 minuti dell'incontro vinto per 4-2 sul campo del Paris FC, nel quale, mettendo a segno il gol del momentaneo 0-1, realizza la sua prima rete da professionista. Il 23 dicembre seguente firma il suo primo contratto professionistico con il club. Oltre a questa, in campionato colleziona altre quindici presenze e una rete decisiva ai danni del Nancy (1-0), prima della conclusione anticipata della stagione a causa della pandemia di COVID-19.
Il 31 agosto 2021 viene ceduto in prestito al Montpellier. Al Montpellier tuttavia Gioacchini delude non riuscendo mai a segnare.

#### Orlando City e St. Louis City
Il 19 luglio 2022 viene acquistato dall'Orlando City, facendo così ritorno in patria dopo 8 anni.
Il 12 novembre 2022, dopo avere trovato poco spazio in Florida, si trasferisce al St. Louis City.

#### Como
Il 24 gennaio 2024, viene ceduto a titolo definitivo al Como, in Serie B, con cui firma un contratto di tre anni e mezzo.

#### Prestito all'FC Cincinnati e all'Asteras Tripolis
Il 15 agosto 2024 passa in prestito all'FC Cincinnati fino a fine stagione.
A fine prestito fa ritorno al Como che, il 26 gennaio 2025, lo cede nuovamente, questa volta a titolo definitivo, all'Asteras Tripolīs.

### Nazionale
Secondo le regole FIFA di idoneità nazionale, Gioacchini sarebbe stato convocabile, per via delle origini dei genitori, sia dall'Italia che dalla Giamaica ma anche dagli Stati Uniti, in quanto suo paese nativo. Il 2 novembre 2020 opta per la selezione statunitense, accettando la convocazione del commissario tecnico Gregg Berhalter per le amichevoli contro Galles e Panama. Debutta quindi il 12 novembre, nell'incontro disputato contro la nazionale gallese (0-0), sostituendo Yunus Musah a undici minuti dal termine. Quattro giorni dopo scende in campo per la prima volta da titolare e realizza i suoi primi gol in nazionale: mette infatti a segno una doppietta in 4 minuti nell'incontro vinto per 6-2 contro Panama; nella stessa partita fallisce il calcio di rigore del momentaneo 4-2.
Convocato per la Gold Cup 2021, va a segno nella sfida vinta per 6-1 ai gironi contro la Martinica. In semifinale fornisce l'assist del gol decisivo 1-0 contro il Qatar. In finale, gara in cui Gioacchini è subentrato all'87', gli statunitensi si sono laureati campioni battendo il Messico ai supplementari (1-0).

## Statistiche

### Presenze e reti nei club
Statistiche aggiornate al 15 agosto 2024.
| Stagione        | Squadra          | Campionato      | Campionato | Campionato | Coppe nazionali | Coppe nazionali | Coppe nazionali | Coppe continentali | Coppe continentali | Coppe continentali | Altre coppe | Altre coppe | Altre coppe | Totale | Totale |
| Stagione        | Squadra          | Comp.           | Pres.      | Reti       | Comp.           | Pres.           | Reti            | Comp.              | Pres.              | Reti               | Comp.       | Pres.       | Reti        | Pres.  | Reti   |
| --------------- | ---------------- | --------------- | ---------- | ---------- | --------------- | --------------- | --------------- | ------------------ | ------------------ | ------------------ | ----------- | ----------- | ----------- | ------ | ------ |
| 2017-2018       | Paris FC 2       | CN3             | 6          | 2          | -               | -               | -               | -                  | -                  | -                  | -           | -           | -           | 6      | 2      |
| 2018-2019       | Caen 2           | CN3             | 17         | 5          | -               | -               | -               | -                  | -                  | -                  | -           | -           | -           | 17     | 5      |
| 2019-2020       | Caen 2           | CN3             | 4          | 2          | -               | -               | -               | -                  | -                  | -                  | -           | -           | -           | 4      | 2      |
| ago. 2021       | Caen 2           | CN2             | 1          | 0          | -               | -               | -               | -                  | -                  | -                  | -           | -           | -           | 1      | 0      |
| Totale Caen 2   | Totale Caen 2    | Totale Caen 2   | 22         | 7          |                 | -               | -               |                    | -                  | -                  |             | -           | -           | 22     | 7      |
| 2019-2020       | Caen             | L2              | 16         | 2          | CF              | 2               | 2               | -                  | -                  | -                  | -           | -           | -           | 18     | 4      |
| 2020-2021       | Caen             | L2              | 30         | 4          | CF              | 2               | 1               | -                  | -                  | -                  | -           | -           | -           | 32     | 5      |
| ago. 2021       | Caen             | L2              | 3          | 0          | CF              | -               | -               | -                  | -                  | -                  | -           | -           | -           | 3      | 0      |
| Totale Caen     | Totale Caen      | Totale Caen     | 49         | 6          |                 | 4               | 3               |                    | -                  | -                  |             | -           | -           | 53     | 9      |
| 2021-2022       | Montpellier 2    | CN2             | 1          | 0          | -               | -               | -               | -                  | -                  | -                  | -           | -           | -           | 1      | 0      |
| 2021-2022       | Montpellier      | L1              | 28         | 3          | CI              | 3               | 0               | -                  | -                  | -                  | -           | -           | -           | 31     | 3      |
| lug.-dic. 2022  | Orlando City B   | NP              | 1          | 0          | -               | -               | -               | -                  | -                  | -                  | -           | -           | -           | 1      | 0      |
| lug.-dic. 2022  | Orlando City     | MLS             | 6          | 0          | USOC            | 1               | 0               | -                  | -                  | -                  | -           | -           | -           | 31     | 3      |
| 2023            | Saint Louis City | MLS             | 32+2       | 10+0       | USOC            | 1               | 0               | -                  | -                  | -                  | LC          | 2           | 0           | 37     | 10     |
| gen.-giu. 2024  | Como             | B               | 9          | 0          | CI              | -               | -               | -                  | -                  | -                  | -           | -           | -           | 9      | 0      |
| 2024            | FC Cincinnati    | MLS             | 0          | 0          | USOC            | -               | -               | -                  | -                  | -                  | -           | -           | -           | 0      | 0      |
| Totale carriera | Totale carriera  | Totale carriera | 150        | 28         |                 | 8               | 3               |                    | -                  | -                  |             | 2           | 0           | 160    | 31     |

### Cronologia presenze e reti in nazionale
| Cronologia completa delle presenze e delle reti in nazionale ― Stati Uniti | Cronologia completa delle presenze e delle reti in nazionale ― Stati Uniti | Cronologia completa delle presenze e delle reti in nazionale ― Stati Uniti | Cronologia completa delle presenze e delle reti in nazionale ― Stati Uniti | Cronologia completa delle presenze e delle reti in nazionale ― Stati Uniti | Cronologia completa delle presenze e delle reti in nazionale ― Stati Uniti | Cronologia completa delle presenze e delle reti in nazionale ― Stati Uniti | Cronologia completa delle presenze e delle reti in nazionale ― Stati Uniti |
| Data                                                                       | Città                                                                      | In casa                                                                    | Risultato                                                                  | Ospiti                                                                     | Competizione                                                               | Reti                                                                       | Note                                                                       |
| -------------------------------------------------------------------------- | -------------------------------------------------------------------------- | -------------------------------------------------------------------------- | -------------------------------------------------------------------------- | -------------------------------------------------------------------------- | -------------------------------------------------------------------------- | -------------------------------------------------------------------------- | -------------------------------------------------------------------------- |
| 12-11-2020                                                                 | Swansea                                                                    | Galles                                                                     | 0 – 0                                                                      | Stati Uniti                                                                | Amichevole                                                                 | -                                                                          | 79’                                                                        |
| 16-11-2020                                                                 | Wiener Neustadt                                                            | Stati Uniti                                                                | 6 – 2                                                                      | Panama                                                                     | Amichevole                                                                 | 2                                                                          | 51’ 77’                                                                    |
| 25-3-2021                                                                  | Wiener Neustadt                                                            | Stati Uniti                                                                | 4 – 1                                                                      | Giamaica                                                                   | Amichevole                                                                 | -                                                                          | 68’                                                                        |
| 12-7-2021                                                                  | Kansas City                                                                | Stati Uniti                                                                | 1 – 0                                                                      | Haiti                                                                      | Gold Cup 2021 - 1º turno                                                   | -                                                                          | 14’ 75’                                                                    |
| 15-7-2021                                                                  | Kansas City                                                                | Martinica                                                                  | 1 – 6                                                                      | Stati Uniti                                                                | Gold Cup 2021 - 1º turno                                                   | 1                                                                          | 58’                                                                        |
| 25-7-2021                                                                  | Arlington                                                                  | Stati Uniti                                                                | 1 – 0                                                                      | Giamaica                                                                   | Gold Cup 2021 - Quarti di finale                                           | -                                                                          | 84’                                                                        |
| 29-7-2021                                                                  | Austin                                                                     | Qatar                                                                      | 0 – 1                                                                      | Stati Uniti                                                                | Gold Cup 2021 - Semifinale                                                 | -                                                                          | 81’                                                                        |
| 1-8-2021                                                                   | Paradise                                                                   | Stati Uniti                                                                | 1 – 0 dts                                                                  | Messico                                                                    | Gold Cup 2021 - Finale                                                     | -                                                                          | 87’                                                                        |
| Totale                                                                     |                                                                            | Presenze                                                                   | 8                                                                          |                                                                            | Reti                                                                       | 3                                                                          |                                                                            |

## Palmarès

### Club

#### Competizioni nazionali
- Lamar Hunt U.S. Open Cup: 1

Orlando City: 2022

### Nazionale
- Gold Cup: 1

Stati Uniti 2021